# Кордеак
Кордеак (фр. Cordéac) — коммуна во Франции, находится в регионе Рона — Альпы. Департамент коммуны — Изер. Входит в состав кантона Матезин-Триев. Округ коммуны — Гренобль.
Код INSEE коммуны — 38125. Население коммуны на 1999 год составляло 193 человека. Населённый пункт находится на высоте от 579 до 2793 метров над уровнем моря. Муниципалитет расположен на расстоянии около 520 км юго-восточнее Парижа, 130 км юго-восточнее Лиона, 45 км южнее Гренобля. Мэр коммуны — Bruno Turc, мандат действует на протяжении 2001—2008 гг.
Динамика населения (INSEE):